# Ян Владислав Берестовський
Ян Владислав Берестовський[джерело?] (лит. Jonas Vladislovas Bžostovskis; 1646 — 1710) — шляхтич герба Стремено часів Речі Посполитої, державний діяч Великого князівства Литовського, Писар великий Литовський (1672-1698), Референдарій великий Литовський (1681-1698), каштелян Троцький (1705-1710), староста Субоцький, Озецький, Мядельський, Давговський, Бистрицький та Оранський.

## Життєпис
Ян Владислав Берестовський походив зі шляхетського роду Берестовських (у литовській транскрипції Bžostovkis), герба Стремено. 
Син Великого писаря Литовського (1657–1672), Референдаря великого Литовського (1650–1681)  Кипріяна Павла Берестовського та Варвари Раєцької.
Політичний діяч Великого князівства Литовського часів Речі Посполитої. Обіймав посади: старости Субоцького (з 1669), Озецького (з 1674), Мядельського, Давговського, Бистрицького та Оранського. Писар великий Литовський (1672-1698), Референдарій великий Литовський (1681—1705), каштелян Троцький (1705—1710).
З 1674 року Ян Владислав Берестовський неодноразово обирався послом (депутатом) на сейми. Того ж року на елекційному сеймі він підтримав обрання Івана III Собеського на королівський престол Речі Посполитої. Брав участь у війні шляхти проти клану Сапіг.
Був членом генеральної конфедерації, створеної 15 січня 1674 р. на конвокаційному сеймі. Депутат Смоленського сеймику на звичайному сеймі 1688 р. та надзвичайному сеймі 1688/1689 рр. Учасник Стародубського сеймику на звичайному сеймі 1677 року.
Був співзасновником (разом із Яном Білевичем) Ординації Шавельської економії (Ordynacji ekonomii szawelskiej). Був учасником Олкеницької конфедерації 1700 року.
Дата поховання різниться: одні говорять, що 19 вересня 1710, а інші - 24 жовтня 1724.

## Родина
Одружився з донькою старости Жемайнтійського Вікторина Констанція Млечко (пом. 1679). В шлюбі мав двох синів та чотирьох доньок:
- Йосиф Берестовський (1692—1745), Великий писар Литовский.
- Костянтин Бенедикт Берестовський (1682-1722), каштелян Мстиславский.
- Розалія Берестовська, чоловік — воєвода Ліфляндський Ян Плятер.
- Ракель Берестовська, чоловік — воєвода Вітебський Андрій Казимир Крішпін-Кіршенштейн.
- Тереза Берестовська, чоловік — каштелян воєвода Вітебський, князь Маркіян Михайло Оґінський.
- Іванна Берестовська.